# Лордкипанидзе, Гия
Георгий (Гия) Александрович Лордкипанидзе (род. 19 февраля 1977, Москва) — российский кинопродюсер.

## Биография
Родился в городе Москва 19 февраля 1977 года. Отец — грузин.
В 1999 году окончил международно-правовой факультет МГИМО МИД РФ.
В этом же году вместе с Александром Шейном и Виктором Такновым создал студию 2ПЛАN2, основной задачей которой стало объединение творческих сил для формирования «новой эстетической реальности».
В настоящее время — член Совета директоров киногруппы 2ПЛАN2. Не женат, детей нет.

## Фильмография

### Продюсер
- 2002 — Смеситель (полнометражный художественный фильм, режиссёр А. Шейн, автор сценария М. Салов, Ф. Ибрагимбеков)
- 2003 — Другой район (телевизионный художественный фильм, режиссёр А. Шейн, автор сценария И. Вырыпаев)
- 2006 — Эйфория (полнометражный художественный фильм, режиссёр и автор сценария И. Вырыпаев)
- 2007 — День рождения инфанты (полнометражный документальный фильм, режиссёр В. Гай Германика, авторы сценария В. Гай Германика, О. Подольская, соавтор А. Вартанов)
- 2009 — Олег Кулик: Вызов и Провокация (из цикла «Антология современного искусства») (полнометражный документальный фильм, режиссёр Евгений Митта, автор сценария Евгений Митта)
- 2009 — Россия 88 (полнометражный художественный фильм, режиссёр и автор сценария П.Бардин)
- 2010 — Беспорно (полнометражный художественный фильм, режиссёр А.Шапиро, авторы сценария Е.Головенкин, Р.Ямалеев)
- 2010 — Виноградов и Дубосарский: Картина на заказ (из цикла «Антология современного искусства», полнометражный документальный фильм, режиссёры и авторы сценария Евгений Митта, Александр Шейн)
- 2010 — Америка (полнометражный художественный фильм, производство Португалия-Россия-Бразилия-Испания, режиссёр João Nuno Pinto, авторы сценария Luísa Costa Gomes, Melanie Dimantas, João Nuno Pinto)
- 2010 — Башня (многосерийный телевизионный художественный фильм, режиссёр Д. Нейманд, автор сценария И. Ткаченко, А. Бачило)
- 2011 — ЧС: Чрезвычайная ситуация (многосерийный телевизионный художественный фильм, режиссёр К.Белевич, авторы сценария Ю.Кротков, С.Гричаный, И. Пивоварова, А.Вартанов)
- 2011 — Башня 2 (многосерийный телевизионный художественный фильм, режиссёр Д.Нейманд, автор сценария И. Ткаченко, А. Бачило)
- 2011 — Антиквар (многосерийный телевизионный художественный фильм, режиссёр Е. Двигубская, авторы сценария П. Гельман, М. Василенко, М.Барановский)
- 2011 — Летит (полнометражный художественный фильм, режиссёры С. Швыдкой и Ф. Ибрагимбеков, авторы сценария Ф. Ибрагимбеков, С. Швыдкой, О. Мухина)
- 2017 — Назидание (в производстве с 2008 года, полнометражный документальный фильм, режиссёр и автор сценария Б. Юхананов)[2]
- 2018 — ВМаяковский (полнометражный художественный фильм, режиссёр А. Шейн, авторы сценария А. Ваксберг, А. Шейн, В. Громов)

#### Участие продюсерских работ в кинофестивалях и призы
- Смеситель

- Приз Президентского Совета Открытого российского кинофестиваля «Кинотавр»

- Другой район

- Участник Берлинского МКФ (BERLINALE), Германия

- Эйфория

- «Малый золотой лев» на 63-м МКФ в Венеции
- «Гран при» программы «Новые фильмы, новые режиссёры» на 22-м Варшавском МКФ
- «Лучшая полнометражная лента» и Приз Международной федерации кинопрессы на 36-м МКФ в Киеве «Молодость»
- «Гран-при» на Фестивале восточного и центрального европейского кино в Висбадене
- Специальный диплом жюри на 17-м Открытом российском кинофестивале «Кинотавр»
- «Открытие года» и «Лучшая музыка» к фильму на национальной премии Российской Академии кинематографических искусств «Ника»

- День рождения инфанты

- «Лучший дебют» на 4-м фестивале отечественного кино «Московская премьера»
- Участник основного конкурса 18-го Открытого российского кинофестиваля «Кинотавр»

- Олег Кулик: Вызов и Провокация (из цикла «Антология современного искусства») (полнометражный документальный фильм, режиссёр Евгений Митта, автор сценария Евгений Митта)

- Приз за лучший полнометражный фильм на видео в цифровом формате «Кино без кинопленки» на Открытом фестивале кино стран СНГ, Латвии, Литвы и Эстонии «Киношок»

- Россия 88 (полнометражный художественный фильм, режиссёр и автор сценария П.Бардин)

- Участник Берлинского МКФ (BERLINALE), Германия
- Специальный приз жюри и приз Гильдии киноведов и кинокритиков на Международном Кинофестивале кинематографических дебютов «Дух огня», г. Ханты-Мансийск, Россия
- Приз за лучшую режиссёрскую работу на Европейском кинофестивале в Паличе (Palić Film Festival)
- Главный приз в программе авторского кино «Арт-линия» на Фестивале отечественного кино «Московская Премьера», г. Москва
- Приз «Открытие года» Национальной кинематографической премии «Ника»

### Актёрские работы
- 2002 — Смеситель (полнометражный художественный фильм, режиссёр А. Шейн, автор сценария М. Салов, Ф. Ибрагимбеков)